# 亞歷山德羅·帕帕羅尼
亞歷山德羅·帕帕羅尼（義大利語：Alessandro Paparoni；1981年8月17日—）是一位意大利排球運動員。他現在效力於意大利排球聯賽球隊盧貝排球俱樂部。他也代表意大利國家男子排球隊參賽，獲得了2005年排球歐錦賽的銅牌。